# رولاند دبليو. براون
رولاند دبليو. براون (بالإنجليزية: Roland W. Brown)‏ هو عالم نبات أمريكي، ولد في 1893، وتوفي في 1961.